# Mandern (Bad Wildungen)

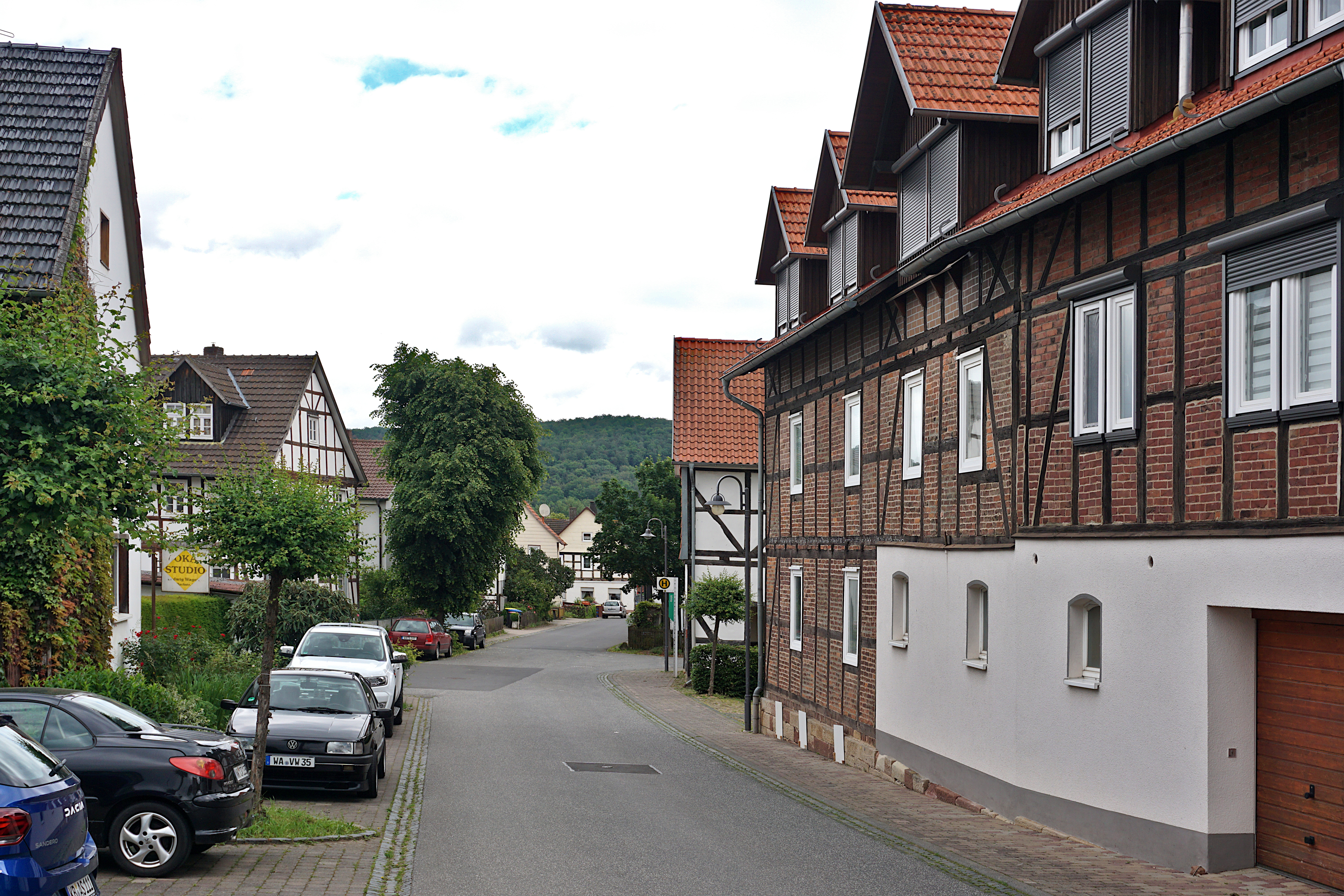
Dorfpartie

Mandern ist ein unmittelbar an der Eder liegender östlicher Stadtteil von Bad Wildungen und der am weitesten östlich gelegene Ort des nordhessischen Landkreises Waldeck-Frankenberg. Der Ort hat derzeit rund 650 Einwohner.

## Geographie
Die Gemarkung erstreckt sich von der Eder im Norden bis zum Sengelsberg im Süden. Nach Osten grenzt die Gemarkung an die des Fritzlarer Stadtteils Ungedanken im Schwalm-Eder-Kreis, nach Westen an die des Wildunger Stadtteils Wega, nach Süden an die von Wenzigerode, einen Ortsteil von Bad Zwesten im Schwalm-Eder-Kreis.

## Geschichte

### Ortsgeschichte
Die älteste überlieferte urkundliche Erwähnung des „Ederdorfes“ Mandern („Mandium“) stammt aus dem Jahr 1044. Es wird jedoch davon ausgegangen, dass bereits zu karolingischer Zeit eine Besiedlung im Bereich des heutigen Manderns stattgefunden hat.
Im 13. Jahrhundert hatte Tammo von Beltershausen Besitz in Mandern. Im Jahre 1240 schenkte er dem Kloster Berich zum Unterhalt seiner ins Kloster eingetretenen Tochter Sophia einen Hof in Mandern, und im Jahre 1255 einigte er sich mit dem Kloster Berich über die Zahlung von jährlichen Zinsen aus Mandern.
Hessische Gebietsreform (1970–1977)
Im Zuge der Gebietsreform in Hessen wurde die bis dahin selbständige Gemeinde Mandern zum 31. Dezember 1971 auf freiwilliger Basis in die Stadt Bad Wildungen eingemeindet. Für Mandern wie für alle im Zuge der Gebietsreform nach Bad Wildungen eingegliederten Gemeinden wurden Ortsbezirke mit Ortsbeirat und Ortsvorsteher nach der Hessischen Gemeindeordnung gebildet.

### Verwaltungsgeschichte im Überblick
Die folgende Liste zeigt die Staaten und Verwaltungseinheiten, in denen Mandern lag bzw. liegt:
- vor 1712: Heiliges Römisches Reich, Grafschaft Waldeck, Amt Wildungen
- ab 1712: Heiliges Römisches Reich, Fürstentum Waldeck, Amt Wildungen
- ab 1807: Fürstentum Waldeck, Amt Wildungen
- ab 1815: Fürstentum Waldeck, Oberamt der Eder
- ab 1816: Fürstentum Waldeck, Oberjustizamt der Eder
- ab 1850: Fürstentum Waldeck-Pyrmont (seit 1849), Kreis der Eder[Anm. 1]
- ab 1867: Fürstentum Waldeck-Pyrmont, Kreis der Eder
- ab 1871: Deutsches Reich, Fürstentum Waldeck-Pyrmont, Kreis der Eder
- ab 1919: Deutsches Reich, Freistaat Waldeck-Pyrmont, Kreis der Eder
- ab 1929: Deutsches Reich, Freistaat Preußen, Provinz Hessen-Nassau, Regierungsbezirk Kassel, Kreis der Eder
- ab 1942: Deutsches Reich, Freistaat Preußen, Provinz Hessen-Nassau, Regierungsbezirk Kassel, Landkreis Waldeck
- ab 1944: Deutsches Reich, Freistaat Preußen, Provinz Kurhessen, Regierungsbezirk Kassel, Landkreis Waldeck
- ab 1945: Deutsches Reich, Amerikanische Besatzungszone, Groß-Hessen, Regierungsbezirk Kassel, Landkreis Waldeck
- ab 1946: Deutsches Reich, Amerikanische Besatzungszone, Hessen, Regierungsbezirk Kassel, Landkreis Waldeck
- ab 1949: Bundesrepublik Deutschland, Hessen, Regierungsbezirk Kassel, Landkreis Waldeck
- ab 1972: Bundesrepublik Deutschland, Hessen, Regierungsbezirk Kassel, Landkreis Waldeck, Stadt Bad Wildungen
- ab 1974: Bundesrepublik Deutschland, Hessen, Regierungsbezirk Kassel, Landkreis Waldeck-Frankenberg, Stadt Bad Wildungen

### Bevölkerung
Einwohnerstruktur 2011
Nach den Erhebungen des Zensus 2011 lebten am Stichtag dem 9. Mai 2011 in Mandern 618 Einwohner. Darunter waren 18 (2,9 %) Ausländer. Nach dem Lebensalter waren 99 Einwohner unter 18 Jahren, 267 waren zwischen 18 und 49, 123 zwischen 50 und 64 und 126 Einwohner waren älter. Die Einwohner lebten in 270 Haushalten. Davon waren 75 Singlehaushalte, 87 Paare ohne Kinder und 72 Paare mit Kindern, sowie 27 Alleinerziehende und 6 Wohngemeinschaften. In 54 Haushalten lebten ausschließlich Senioren und in 177 Haushaltungen leben keine Senioren.
Einwohnerentwicklung
| Quelle: Historisches Ortslexikon |                          |
| • 1618:                          | 38 Häuser                |
| • 1648:                          | 10 Häuser                |
| • 1738:                          | 43 Häuser                |
| • 1770:                          | 49 Häuser, 294 Einwohner |

| Mandern: Einwohnerzahlen von 1770 bis 2020 | Mandern: Einwohnerzahlen von 1770 bis 2020 | Mandern: Einwohnerzahlen von 1770 bis 2020 | Mandern: Einwohnerzahlen von 1770 bis 2020 | Mandern: Einwohnerzahlen von 1770 bis 2020 |
| --- | ------------------------------------------ | ------------------------------------------ | ------------------------------------------ | ------------------------------------------ |
| Jahr |                                            |                                            |                                            | Einwohner                                  |
| 1770 | 1770                                       |                                            | 294                                        | 294                                        |
| 1800 | 1800                                       |                                            | ?                                          | ?                                          |
| 1834 | 1834                                       |                                            | 385                                        | 385                                        |
| 1840 | 1840                                       |                                            | 426                                        | 426                                        |
| 1846 | 1846                                       |                                            | 446                                        | 446                                        |
| 1852 | 1852                                       |                                            | 448                                        | 448                                        |
| 1858 | 1858                                       |                                            | 463                                        | 463                                        |
| 1864 | 1864                                       |                                            | 475                                        | 475                                        |
| 1871 | 1871                                       |                                            | 476                                        | 476                                        |
| 1875 | 1875                                       |                                            | 431                                        | 431                                        |
| 1885 | 1885                                       |                                            | 520                                        | 520                                        |
| 1895 | 1895                                       |                                            | 438                                        | 438                                        |
| 1905 | 1905                                       |                                            | 423                                        | 423                                        |
| 1910 | 1910                                       |                                            | 419                                        | 419                                        |
| 1925 | 1925                                       |                                            | 466                                        | 466                                        |
| 1939 | 1939                                       |                                            | 438                                        | 438                                        |
| 1946 | 1946                                       |                                            | 662                                        | 662                                        |
| 1950 | 1950                                       |                                            | 650                                        | 650                                        |
| 1956 | 1956                                       |                                            | 580                                        | 580                                        |
| 1961 | 1961                                       |                                            | 600                                        | 600                                        |
| 1967 | 1967                                       |                                            | 623                                        | 623                                        |
| 1980 | 1980                                       |                                            | ?                                          | ?                                          |
| 1990 | 1990                                       |                                            | ?                                          | ?                                          |
| 2000 | 2000                                       |                                            | ?                                          | ?                                          |
| 2011 | 2011                                       |                                            | 618                                        | 618                                        |
| 2015 | 2015                                       |                                            | 639                                        | 639                                        |
| 2020 | 2020                                       |                                            | 616                                        | 616                                        |
| Datenquelle: Historisches Gemeindeverzeichnis für Hessen: Die Bevölkerung der Gemeinden 1834 bis 1967. Wiesbaden: Hessisches Statistisches Landesamt, 1968. Weitere Quellen: bis 1967 LAGIS; Stadt Bad Wildungen; Zensus 2011 |                                            |                                            |                                            |                                            |

Historische Religionszugehörigkeit
| • 1885: | 417 evangelische (= 95,21 %), fünf katholische (= 1,14 %), 14 jüdische (= 3,20 %) Einwohner |
| • 1961: | 518 evangelische (= 86,33 %), 78 katholische (= 13,00 %) Einwohner                          |

## Kultur und Sehenswürdigkeiten

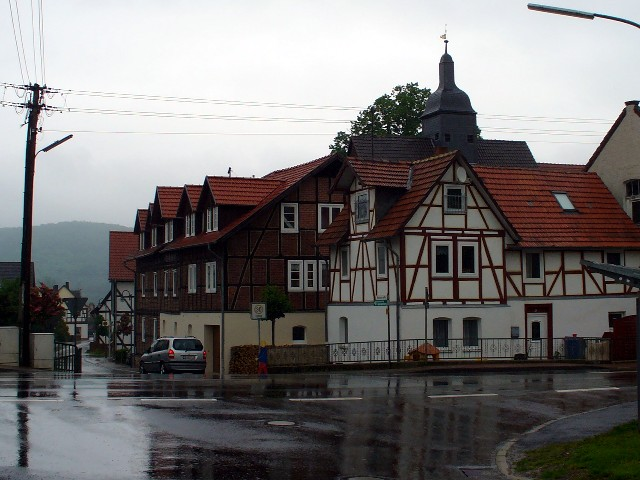
Häuser und der Turm der Kirche in Mandern

### Bauwerke

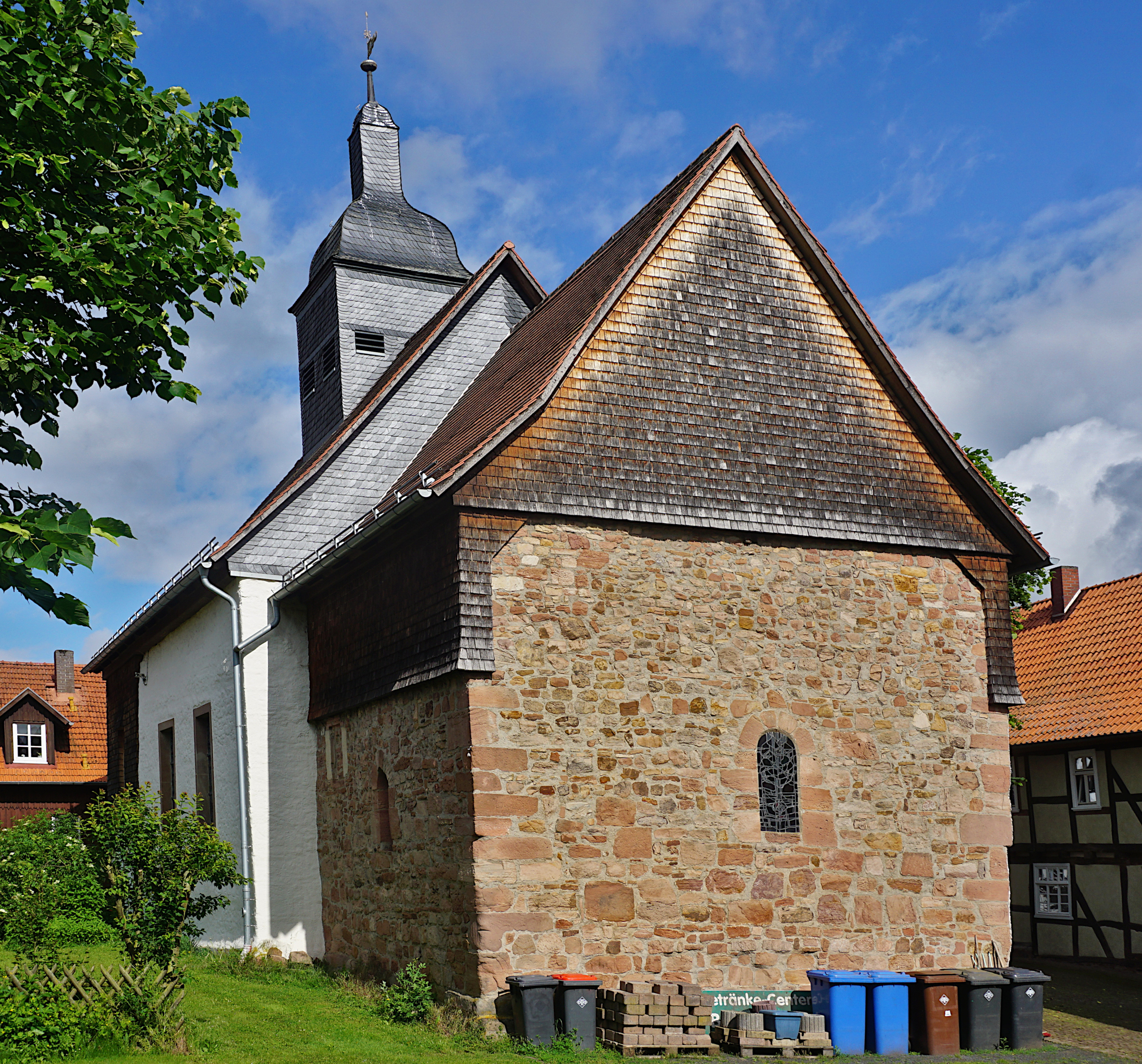
Evangelische Kirche in Mandern

Zu den Sehenswürdigkeiten im Dorf zählen vor allem die Kirche, alte Fachwerkhäuser und die so genannte „Edermuschel“, ein Pavillon in Form einer Muschel. Letztere war Manderns Beitrag zur Landesgartenschau 2006 in Bad Wildungen.

### Vereine
Ein sportliches Angebot in Mandern bietet der 1952 gegründete Sportverein (SV) Blau-Weiß Mandern. Seit 1991 nimmt eine Herren-Fußballmannschaft des Vereins und des Vereins aus Ungedanken als Spielgemeinschaft am Spielbetrieb teil. Neben der Fußball- existiert auch eine Gymnastikabteilung.
Weitere Vereine sind der seit 1969 bestehende Carnevals Club, der Musikverein, der gemischte Chor und die Gemeinschaft der Kirmesburschen und -mädchen. Der Musikverein wurde 1960 gegründet und hat durch seine gute Musik Mandern in der Region bekannt gemacht. Außerdem gibt es eine Freiwillige Feuerwehr.

### Regelmäßige Veranstaltungen
Wichtigste jährliche Veranstaltungen in Mandern sind die Faschingsveranstaltung, die Kirmes im Frühling sowie das Dorffest am letzten Augustwochenende.

## Verkehr
Der Haltepunkt Mandern liegt an der Bahnstrecke Wabern–Bad Wildungen und wird von der NVV-Linie RE/RB39 bedient.
| Linie     | Verlauf | Takt                                     |
| --------- | --- | ---------------------------------------- |
| RB39 RE39 | Kassel Hbf – Kassel-Wilhelmshöhe – (Kassel-Oberzwehren – Baunatal-Rengershausen – Baunatal-Guntershausen – Edermünde-Grifte – Felsberg-Wolfershausen – Felsberg-Altenbrunslar –) (nur RB39) Felsberg-Gensungen – Wabern (Bz Kassel) – Zennern – Fritzlar – Ungedanken – Mandern – Wega – Bad Wildungen Stand: Fahrplanwechsel Dezember 2024 | 60 min (wochentags) 120 min (Wochenende) |